# NGC 7600
NGC 7600 (другие обозначения — PGC 71029, MCG -1-59-19) — галактика в созвездии Водолей.
Этот объект входит в число перечисленных в оригинальной редакции «Нового общего каталога».